# شبح درون پوسته: فیلم جدید
شبح درون پوسته: فیلم جدید (ژاپنی: 攻殻機動隊 新劇場版 هپبورن: Kōkaku Kidōtai: Shin Gekijōban) که همچنین تحت عنوان شبح درون پوسته: خیزش - فیلم (به انگلیسی: Ghost in the Shell: Arise − The Movie) یا شبح درون پوسته جدید نیز شناخته می‌شود، یک فیلم سینمایی انیمه در ژانر علمی تخیلی به کارگردانی کازویا نومورا و نویسندگی تو اوبوکاتا است که توسط استودیوی پروداکشن آی. جی تهیه شده‌است. این فیلم دنبالهٔ آرک داستانی شبح درون پوسته: خیزش محسوب می‌شود. شبح درون پوسته: فیلم جدید در تاریخ ۲۰ ژوئن ۲۰۱۵ در کشور ژاپن به نمایش درآمد.

## صداپیشگان
| شخصیت           | صداپیشه ژاپنی     | صداپیشه انگلیسی    |
| --------------- | ----------------- | ------------------ |
| موتوکو کوساناگی | مایا ساکاموتو     | الیزابت مکسول      |
| دایسوکه آراماکی | ایک‌کیو جوکو       | جان سوویزی         |
| باتوئو          | کنیچیروئو ماتسودا | کریستوفر سابات     |
| توگوسا          | تاروسوکه شینگاکی  | الکس اورگن         |
| ایشیکاوا        | شونسوکه ساکویا    | برندن پاتر         |
| سایتو           | تاکورو ناکاکونی   | مارکوس دی اشتیماتس |
| پاز             | یوجی اوئدا        | جیسون داگلاس       |
| بورما           | کازویا ناکای      | فیل پارسونز        |
| لوجی‌کوما        | میوکی ساواشیرو    | جاد ساکستون        |
| کورتز           | مایومی آسانو      | مری الیزابت مک‌گلین |
| تسوموگی         | کنجی نوجیما       | اریک ویل           |
| رابرت لی        | موگیهیتو          | بردلی کمبل         |
| کریس            | مگومی هان         | ترینا نیشیمورا     |
| ریچارد وونگ     | آتسوشی میائوچی    | کنی گرین           |
| اوسامو فوجیموتو | نائوتو            | دیوید ماترانگا     |